# Bouaye
Bouaye é uma comuna francesa na região administrativa do País do Loire, no departamento de Loire-Atlantique. Estende-se por uma área de 13.83 km². Em 2010 a comuna tinha 8 052 habitantes (densidade: 582,2 hab./km²).